# Nascar Busch Series Grand National Division 2003
Nascar Busch Series Grand National Division 2003 var ett race som vanns av Brian Vickers, vilket var hans första titel i NASCAR.

## Delsegrare
| Bana           | Vinnare            |
| -------------- | ------------------ |
| Daytona        | Dale Earnhardt Jr. |
| North Carolina | Jamie McMurray     |
| Las Vegas      | Joe Nemechek       |
| Darlington     | Todd Bodine        |
| Bristol        | Kevin Harvick      |
| Texas          | Joe Nemechek       |
| Talladega      | Dale Earnhardt Jr. |
| Nashville      | David Green        |
| Fontana        | Matt Kenseth       |
| Richmond       | Kevin Harvick      |
| Gateway        | Scott Riggs        |
| Nazareth       | Ron Hornaday       |
| Charlotte      | Matt Kenseth       |
| Dover          | Joe Nemechek       |
| Nashville      | Scott Riggs        |
| Kentucky       | Bobby Hamilton Jr. |
| Milwaukee      | Jason Keller       |
| Daytona        | Dale Earnhardt Jr. |
| Chicagoland    | Bobby Hamilton Jr. |
| New Hampshire  | David Green        |
| Pikes Peak     | Scott Wimmer       |
| Clermont       | Brian Vickers      |
| Michigan       | Kevin Harvick      |
| Bristol        | Michael Waltrip    |
| Darlington     | Brian Vickers      |
| Richmond       | Johnny Sauter      |
| Dover          | Brian Vickers      |
| Kansas         | Ron Hornaday       |
| Charlotte      | Greg Biffle        |
| Memphis        | Bobby Hamilton Jr. |
| Atlanta        | Greg Biffle        |
| Phoenix        | Bobby Hamilton Jr. |
| North Carolina | Jamie McMurray     |
| Homestead      | Kasey Kahne        |

## Slutställning
| Plats | Förare             | Poäng |
| ----- | ------------------ | ----- |
| 1     | Brian Vickers      | 4637  |
| 2     | David Green        | 4626  |
| 3     | Ron Hornaday       | 4591  |
| 4     | Bobby Hamilton Jr. | 4588  |
| 5     | Jason Keller       | 4528  |
| 6     | Scott Riggs        | 4462  |
| 7     | Kasey Kahne        | 4104  |
| 8     | Johnny Sauter      | 4098  |
| 9     | Scott Wimmer       | 4059  |
| 10    | Mike Bliss         | 3932  |